# Albert Engström
 Der er for få eller ingen kildehenvisninger i denne artikel, hvilket er et problem. Du kan hjælpe ved at angive troværdige kilder til de påstande, som fremføres i artiklen.

Albert Engström (12. maj 1869 i Lönneberga, Kalmar län (Småland) – 16. november 1940 i Stockholm) var en svensk kunstner, tegner og forfatter, og medlem af Svenska Akademien fra 1922.
Albert Engström er måske en af Sveriges mest folkekære kunstnere og forfattere. Han blev født i Lönneberga sogn, men den største del af sin barndom boede han i Hult, en lille stationsby i nærheden af Eksjö.
Han uddannede sig i Norrköping 1882–88 og på Valands konstskola i Göteborg 1893. Han var en meget dygtig tegner, hans satiriske tegninger med figurer som Kolingen og Bobban blev trykt i vittighedsbladet Strix og blev meget kendte. Han lavede mange karikaturer af datidens øvrighedspersoner – præster, borgere og officerer.
Engsröm var engageret i folkeafstemningen om alkoholforbud i Sverige i 1922. Hans sympatier lå hos nej-siden, et engagement som resulterede i plakaten Kräftor kräva dessa drycker!. Engström selv skal have haft et ganske problematisk forhold til alkohol.
Engström tilbragte i nogle år meget tid på Gotska Sandön, og han har skrevet det måske mest omfattende værk om øen.
Albert Engström har også lavet mange akvareller og tegninger fra Roslagen hvor han havde et atelier på en klippe i Grisslehamn.
I Eksjö findes et Albert Engström-museum.